# (35806) 1999 JB42
1999 JB42 (asteroide 35806) é um asteroide da cintura principal. Possui uma excentricidade de 0.13799060 e uma inclinação de 1.53948º.
Este asteroide foi descoberto no dia 10 de maio de 1999 por LINEAR em Socorro.